# San Leucio del Sannio
San Leucio del Sannio là một đô thị ở tỉnh Benevento trong vùng Campania, có vị trí khoảng 50 km về phía đông bắc của Napoli và khoảng 6 km về phía nam của Benevento. Tại thời điểm ngày 31 tháng 12 năm 2004, đô thị này có dân số 3.269 người và diện tích là 10,0 km².
San Leucio del Sannio giáp các đô thị: Apollosa, Benevento, Ceppaloni, Sant'Angelo a Cupolo.